# Susanna White
Pour les articles homonymes, voir White.
Susanna White est une réalisatrice britannique née en 1960.

## Filmographie partielle
- 2010 : Nanny McPhee et le Big Bang (Nanny McPhee and the Big Bang)
- 2016 : Un traître idéal (Our Kind of Traitor)
- 2017 : Woman Walks Ahead
- 2022 : Andor (série télévisée) - 3 épisodes